# Trofeo Matteotti 1956
Il Trofeo Matteotti 1956, undicesima edizione della corsa, si svolse il 17 giugno 1956 su un percorso di 210 km. La vittoria fu appannaggio dell'italiano Bruno Tognaccini, che completò il percorso in 5h40'00", precedendo i connazionali Roberto Falaschi e Waldemaro Bartolozzi.

## Ordine d'arrivo (Top 10)
| Pos. | Corridore            | Squadra           | Tempo    |
| ---- | -------------------- | ----------------- | -------- |
| 1    | Bruno Tognaccini     | Leo-Chlorodont    | 5h40'00" |
| 2    | Roberto Falaschi     | Lygie             | s.t.     |
| 3    | Waldemaro Bartolozzi | Legnano           | s.t.     |
| 4    | Mario Baroni         | Nivea-Fuchs       | s.t.     |
| 5    | Gilberto Dall'Agata  | Torpado           | s.t.     |
| 6    | Rolando Verdini      |                   | s.t.     |
| 7    | Nino Assirelli       | Arbos-Bif-Clément | s.t.     |
| 8    | Walter Serena        | Leo-Chlorodont    | s.t.     |
| 9    | Vasco Modena         | Arbos-Bif-Clément | s.t.     |
| 10   | Mario Tosato         | Lygie             | a 2'20"  |